# Julius von der Osten
Julius von der Osten (* 29. Januar 1808 in Groß Jannewitz, Kreis Lauenburg-Bütow; † 30. Mai 1878 in Bad Ems) war ein pommerscher Rittergutsbesitzer und Politiker.

## Leben

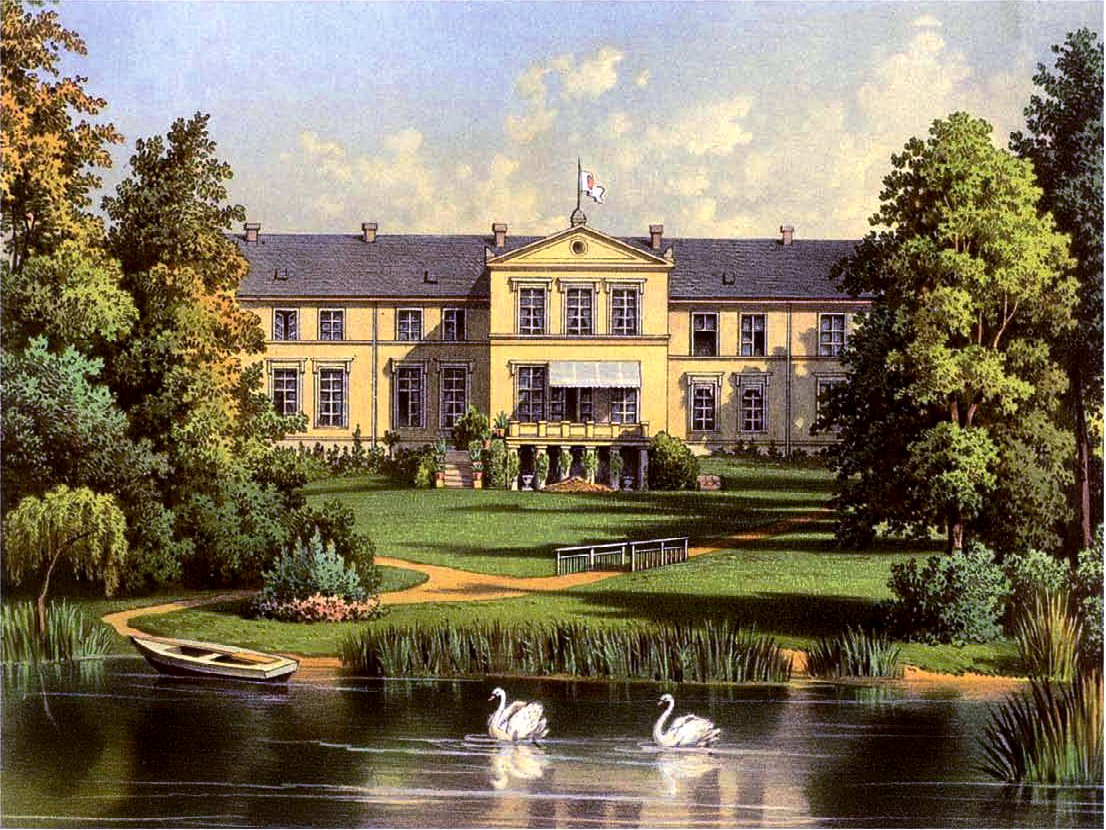
Herrenhaus des Ritterguts Groß Jannewitz um 1860, Sammlung Alexander Duncker.

Julius von der Osten war ein Angehöriger der uradligen Familie von der Osten. Er studierte Rechtswissenschaften in Heidelberg, wo er 1828 Mitglied des Corps Saxo-Borussia wurde, und arbeitete dann kurzzeitig als Auskultator in Berlin.
Er war der Besitzer des Ritterguts Groß Jannewitz und Kreisdeputierter des Kreises Lauenburg in Pommern. Von 1850 bis 1854 war er Mitglied der Ersten Kammer des Preußischen Landtags. 1856 wurde er auf Präsentation des Verbandes des Pommerschen Schlossgesessenen Geschlechts von der Osten zum Mitglied des Preußischen Herrenhauses aus Lebenszeit berufen. Von 1873 bis 1877 gehörte er dem Provinziallandtag der Provinz Pommern an. Er wurde 1873 als Vertreter der Ritterschaft des Kreises Lauenburg und Bütow in den 20. Provinziallandtag gewählt, den letzten nach Ständen zusammengesetzten. Anschließend wurde er von 1875 bis 1877 im Wahlkreis Lauenburg in den 1. bis 3. neuen Provinziallandtag gewählt.
Am 13. Oktober 1876 gewann Julius von der Osten als Kandidat der Deutschkonservativen Partei eine Ersatzwahl im Reichstagswahlkreis Köslin 1 (Stolp, Lauenburg) und gehörte dem Reichstag bis zum Ende der Legislaturperiode im Januar 1877 an.
Seine Ehefrau Thusnelda (* 1809; † 1889) war eine geborene von Kleist. Der Sohn Leopold von der Osten (* 1841; † 1916) erbte Groß Jannewitz, wandelte es in ein Fideikommiss um und wurde ebenfalls Mitglied des Preußischen Herrenhauses.